# The Missing Films
|  | Denne artikel er oprettet af botten Steenthbot ud fra en ekstern database. Den kan derfor have sproglige fejl eller mangler. Denne skabelon kan fjernes efter kontrol af indholdet. |

The Missing Films er en dansk dokumentarfilm fra 2019 instrueret af Jacob Thuesen og Tómas Gislason.

## Handling
Portræt af Lars von Trier. Helt tæt på under optagelserne af THTJB.

## Medvirkende
- Lars von Trier